# Tom Oberheim
Tom Oberheim (Manhattan (Kansas), 7 juli 1936) is een Amerikaans geluidstechnicus. Hij is bekend geworden voor het ontwerpen van synthesizers, effectpedalen, sequencers, en drumcomputers.
Oberheim was de oprichter van vier bedrijven gericht op audio-elektronica, de meest bekende hiervan is Oberheim Electronics. Hij speelde een belangrijke rol in de ontwikkeling en adoptie van de MIDI-standaard, en hij is tevens een geoefend natuurkundige.

## Carrière
Oberheim toonde al op jonge leeftijd interesse in elektronica en was fan van jazzmuziek. Hij verhuisde in 1956 naar Los Angeles en kreeg interesse in computertechniek. Hij had diverse baantjes en studeerde aan de Universiteit van Californië - Los Angeles (UCLA).

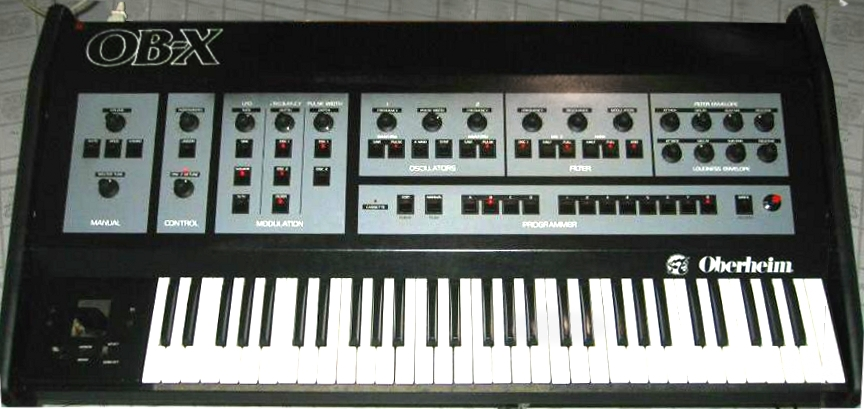
Oberheim OB-X

Oberheim bouwde in de jaren 1960 een populaire ringmodulator. De vraag was zo groot dat hij in 1969 besloot om Oberheim Electronics op te richten. In 1977 ontwierp hij de eerste programmeerbare monofone synthesizer, de OB-1. In 1979 kwam de populaire Oberheim OB-X uit, een analoge polyfone synthesizer die door vele artiesten werd gebruikt in de jaren 80. De OB-X werd in 1980 opgevolgd door de OB-Xa.
In 1985 liepen de zaken slecht voor Oberheim en hij moest zijn bedrijf verkopen aan Gibson Guitar Corporation.
Tijdens de NAMM Show in 2016 kondigde Oberheim de Dave Smith Instruments OB6 aan, een spanningsgestuurde meerstemmige polyfone synthesizer, die in samenwerking met Dave Smith werd ontwikkeld.

## MIDI
In juni 1981 werd Oberheim benaderd door Ikutaro Kakehashi, de toenmalige baas van Roland. Kakehashi opperde het idee van een gestandaardiseerd communicatieprotocol tussen elektronische muziekinstrumenten. Oberheim besprak het idee met Dave Smith die formeel de ideeën presenteerde aan de Audio Engineering Society. Kakehashi, Oberheim, en Smith droegen zorg voor implementatie en adoptie door alle grote fabrikanten van de MIDI-standaard.